# 23. november
23. november er dag 327 i året i den gregorianske kalender (dag 328 i skudår). Der er 38 dage tilbage af året.
Sankt Klemens dag. Clemens (Klemens) var Roms tredje biskop efter St Peter. Han blev idømt hårdt strafarbejde på Krim på grund af sin tro, og blev kastet i havet med et anker bundet om halsen af den romerske kejser. Han er sten- og marmorarbejdernes skytshelgen og sammen med Nikolaj også søfolkenes særlige beskytter.
Dagen blev tidligere, mange steder, regnet for begyndelsen på vinteren.

### Begivenheder
Født - Dødsfald
- 1648 - Frederik 3. krones.
- 1890 - Storhertugdømmet Luxembourg udskilles fra Nederlandene.
- 1910 - Dr Crippen bliver hængt for giftmord på sin hustru.
- 1915 - Den kendte sang fra 1. verdenskrig Pack Up Your Troubles In Your Old Kit Bag offentliggøres.
- 1924 - Edwin Hubbles opdagelse af, at Andromedatågen er en anden galakse langt væk fra vores egen Mælkevejen, offentliggøres i The New York Times.
- 1936 - Den første udgave af bladet LIFE udkommer under Time, Inc.'s ejerskab.
- 1951 - Ved en brand på Holmen i København eksploderer 11 miner. 16 personer omkommer.
- 1955 - Kontrollen over Cocosøerne overtages af Australien fra [[Det Forenede Kongerige Storbritannien og

Nordirland|Storbritannien]].
- 1963 - Den britiske Sci-Fi serie Doctor Who bliver sendt for første gang på BBC One
- 1979 - I Dublin i Irland bliver IRA medlemmet Thomas McMahon dømt til fængsel på livstid for mordet på Lord Mountbatten.
- 1980 - En serie af jordskælv i Syditalien dræber op imod 4.800 mennesker.
- 1990 - Systemkritiker Václav Havel, Tjekkoslovakiet, opfordrer til generalstrejke.
- 1992 - Tre indvandrere dræbes ved en mordbrand i Mölln, Tyskland.
- 1996 - Angola bliver officielt medlem af World Trade Organization.
- 2003 - Georgiens præsident Eduard Shevardnadze træder tilbage efter flere ugers massedemonstrationer på grund af valgsvindel.
- 2007 - Statsminister Anders Fogh Rasmussen præsenterer sin nye regering.
- 2008 - Guns N' Roses udgiver Chinese Democracy

### Født
- 912 - Otto den Store, tysk-romersk kejser og grundlægger af det første tyske rige (død 973).
- 1838 - Otto Mønsted, dansk købmand og fabrikant (død 1916).
- 1848 - P. Knudsen, dansk politiker, partiformand og fagforeningsmand (død 1910).
- 1859 - Billy the Kid, amerikansk forbryder fra det vilde vesten (død 1881).
- 1860 - Hjalmar Branting, svensk politiker og statminister (død 1925).
- 1869 - Valdemar Poulsen, dansk ingeniør og opfinder (død 1942).
- 1876 - Manuel de Falla, spansk komponist (død 1946).
- 1887 - Boris Karloff, engelsk skuespiller (død 1969).
- 1888 - Harpo Marx, amerikansk komiker og skuespiller (død 1964).
- 1898 - Rodion Malinovskij, russisk politiker, hærchef og minister (død 1967).
- 1907 - Run Run Shaw, kinesisk mediemagnat (død 2014).
- 1913 - Poul Nyboe Andersen, dansk økonom og politiker (død 2004).
- 1916 - Michael Gough, engelsk filmskuespiller (død 2011).
- 1918 - Bertel Udsen, dansk arkitekt (død 1992).
- 1934 - Lew Hoad, australsk tennisspiller (død 1994).
- 1941 - Bernt Johan Collet, dansk hofjægermester, kammerherre og tidligere minister.
- 1943 - Kristen Touborg, dansk politiker fra SF (død 2017).
- 1943 - Kirsten Cenius, dansk skuespillerinde.
- 1956 - Lars Liebst, dansk direktør for Tivoli.
- 1962 - Keld Bordinggaard, dansk fodboldspiller og -træner.
- 1966 - Jeppe Kaas, dansk kapelmester og skuespiller.
- 1966 - Vincent Cassel, fransk skuespiller.
- 1968 - Hamid Hassani, iransk videnskabsmand og leksikograf.
- 1983 - Kamilla Rytter Juhl, dansk badmintonspiller.
- 1984 - Lucas Grabeel, amerikansk skuespiller.
- 1989 - Solveig Gaarde Schmidt, U-18 Danmarksmester i ergometerkajak 2008.
- 1992 - Miley Cyrus, amerikansk sangerinde og skuespillerinde.
- 1998 - Bradley Steven Perry, amerikansk skuespiller.

### Dødsfald
- 1585 - Thomas Tallis, engelsk komponist (født ca. 1505).
- 1763 - Abbé Prévost, fransk forfatter (født 1697).
- 1864 - Friedrich Georg Wilhelm von Struve, holstensk astronom og geodæt (født 1793)
- 1890 - Vilhelm 3., nederlandsk konge (født 1817).
- 1918 - Harald Kidde, dansk forfatter (Aage og Else, Helten) (født 1878).
- 1934 - Arthur Pinero, britisk dramatiker (født 1855).
- 1952 - Peter Rostrup Bøyesen, dansk maler og underviser (født 1882).
- 1972 - Bjørn Rasmussen, dansk filmjournalist (født 1918).
- 1976 - André Malraux, fransk forfatter og politiker (født 1901).
- 1979 - Merle Oberon, britisk skuespiller (født 1911).
- 1990 - Roald Dahl, britisk forfatter (født 1916).
- 1991 - Klaus Kinski, tysk skuespiller (født 1926).
- 1995 - Louis Malle, fransk filminstruktør (født 1932).
- 2006 - Philippe Noiret, fransk filmskuespiller (født 1930).
- 2006   - Alexander Litvinenko, russisk agent (født 1962) - forgiftet.
- 2007 - Per Wiking, dansk tv-producent og tv-vært (født 1931).
- 2008 - Jytte Enselmann, dansk skuespillerinde (født 1925).
- 2009 - Martin Lindblom, bz'er, aktivist og redaktør.
- 2015 - Douglass North, amerikansk økonom (født 1920).

- 2022 - Hugo Helmig, Popsanger (født 1998).

|  | Denne datoartikel kan blive bedre, hvis der indsættes et (bedre) billede Du kan hjælpe ved at afsøge Wikimedia Commons for et passende billede eller uploade et godt billede til Wikimedia Commons iht. de tilladte licenser og indsætte det i artiklen. |